# Pereskioideae
Le Pereskioideae K.Schum., 1898 sono una sottofamiglia delle Cactaceae che comprende 9 specie in 2 generi.

## Descrizione
Le Pereskioideae presentano un fusto poco succulento, legnoso con l'età, i fiori (diurni) sono solitari o a Infiorescenza e, come già accennato, ad ovario infero. Le foglie sono lucenti e dotate di lamine espanse, sprovviste delle fibre legnose e in caso di siccità si afflosciano e cadono in breve tempo, limitando lo spreco di risorse. Sono presenti spine, sebbene siano rare.
Costituiscono un passaggio tra le specie arcaiche, probabilmente mesofite, e quelle attuali, xerofite; recenti studi hanno descritto queste piante come parafiletiche e plesiomorfe, cioè piante che includono elementi e caratteristiche di diverse specie. I tratti che più le distinguono dalle altre Cactaceae sono la presenza di fitti arbusti, le foglie non succulente o parzialmente succulente e la presenza di ovari inferi.
Anche dal punto di vista fotosintetico, presentano alcune particolarità. Le piante appartenenti a questa sottofamiglia infatti producono sostanze organiche tramite fotosintesi CAM dal fusto, mentre le foglie presentano un metabolismo C3.

## Distribuzione e habitat
Le piante appartenenti alla sottofamiglia delle Pereskioideae sono presenti nel sud del Messico, fino ai Caraibi e a tutta l'America centrale. Sono inoltre presenti in tutto l'America meridionale, a est delle Ande.